# Третья поправка к Конституции США

Официальный текст Билля о правах

Третья поправка к Конституции США запрещает размещать солдат в частных домах без согласия владельцев в мирное время.
Поправка входит в Билль о правах. Как и другие поправки, составляющие Билль о правах, она была внесена в конгресс 5 сентября 1789 года и ратифицирована необходимым количеством штатов 15 декабря 1791 года.
Причиной принятия поправки была существовавшая во времена колониального господства практика принуждать колонистов размещать в своих домах британских солдат, закреплённая Актом о постое 1765 года.

## Текст
Ни один солдат не должен в мирное время размещаться на постой в каком-либо доме без согласия владельца; в военное время это возможно, но лишь в порядке, установленном законом.Оригинальный текст (англ.)No Soldier shall, in time of peace be quartered in any house, without the consent of the Owner, nor in time of war, but in a manner to be prescribed by law.

## История
Текст этой поправки сходен с текстом Английского Билля о правах 1689 года, в котором введен запрет на мобилизацию армии в мирное время без согласия парламента, а также размещение солдат «на постой» вопреки закону.
В 1765 году Британский парламент принял первый Акт о размещении войск (Quartering Act of 1765), которым обязал американские колонии оплачивать службу британских солдат, служащих в них. Кроме того, в случае нехватки места в казармах колонисты обязаны были предоставлять место для солдат в частных отелях и тавернах. После Бостонского чаепития был принят новый Акт, ставший одной из причин последующей революции. Согласно Акту 1774 года солдаты могли размещаться в частных домах граждан.
В Декларации Независимости США размещение войск «на постой» было указано как одна из причин провозглашения независимости.
В 1788 году, во время обсуждения вопроса о ратификации Конституции США конвентом штата Вирджиния, Патрик Генри высказал следующее: «Одна из главнейших жалоб на наше бывшее правительство состоит в том, что войска расквартировывались прямо в наших домах. Это была одна из важнейших причин для разрыва связи с Великобританией. Согласно этой Конституции войска могут находиться у нас и в мирное время, что позволяет использовать их для тирании по отношению к нам». Генри возражал против ратификации Конституции, указывая на отсутствие в ней адекватных гарантий гражданских свобод. Позднее, учитывая рекомендации конвента, третья поправка вошла в состав Билля о правах, предложенного Конгрессом 25 сентября 1789 года.
К данной поправке было предложено несколько изменений, в основном касающихся определений войны и мира (например, в случае массовых волнений, которые не являются войной, но и не относятся к миру) и того, кто именно имеет право разрешать размещение войск «на постой».